# Ujung Piring
Ujung Piring is een bestuurslaag in het regentschap Bangkalan van de provincie Oost-Java, Indonesië. Ujung Piring telt 1509 inwoners (volkstelling 2010).